# Костел Святої Анни (Товсте)
Костел Святої Анни в Товстому — культова споруда, римо-католицький храм у смт Товстому Чортківського району Тернопільської области, Україна. Пам'ятка архітектури місцевого значення.

## Історія
1717 року шляхтичка Йоанна з Карчевських Лось, удова сяноцького мечника Войцеха Лося з Ґроткува, фундувала римо-католицьку парафію в Товстому. Храм був зведений на місці римо-католицького монастиря, заснованого в 1717 р. Первісно костел мав вежу висотою 30 м, якої вже немає. У повоєнний час у будівлі храму був пологовий будинок (про що свідчила табличка «Дім здоров'я матері та дитини»), а потім — Будинок культури. Тільки у 2000 році він переданий у володіння католицькій громаді.

## Опис
Архітектором храму був професор Теодор Мар'ян Тальовський. Костел збудовано з невеликих блоків місцевого вапняку та пісковику. На жаль, після Другої світової війни він втратив високу дзвіницю і численні елементи декору.